# Capacete MARTE

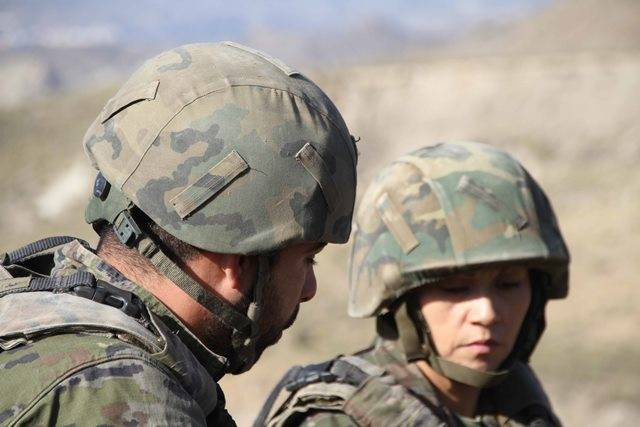
Soldados espanhóis com o capacete MARTE.

O capacete MARTE era o capacete usado pelo Exército Espanhol desde meados dos anos 80 até finais dos anos 2010.

## História e especificações
O capacete foi fabricado pela primeira vez em 1986. Como resultado de uma longa época de capacetes obsoletos e ineficientes, o alto comando do exército espanhol desenhou o capacete MARTE para substituir o obsoleto capacete M42 já que a OTAN (à que a Espanha acabava de se unir) começava a requerer que os capacetes de seus exércitos se modernizassem. À diferença de seus predecessores, este capacete não era de ferro já que estava construído a base de várias capas de tecidos de fibra balística de grande resistência com uma mistura de resinas, que superava com muita vantagem aos velhos capacetes metálicos. 
A Espanha foi a primeira nação de Europa a modernizar seus capacetes, fazendo-os com a última tecnologia e sem usar aço.
O capacete também se podia envolver numa cobertura de tecido própria de cor verde ou camuflada, mas esta se reservava em sua grande maioria para o uso em campanha.